# Xaniona flavescens
Xaniona flavescens är en insektsart som först beskrevs av Eduard Friedrich Eversmann 1837.  Xaniona flavescens ingår i släktet Xaniona och familjen dvärgstritar. Inga underarter finns listade i Catalogue of Life.